# The Narrows (New York)

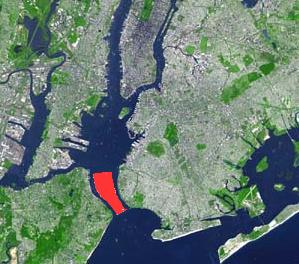
Il porto di New York visto dal satellite Terra. Lo stretto The Narrows, evidenziato in rosso, collega l'Upper New York Bay con la Lower New York Bay.

The Narrows è uno stretto degli Stati Uniti che separa i boroughs di Staten Island e Brooklyn in New York City.
Lo stretto collega l'Upper New York Bay con la Lower New York Bay e forma il ramo principale attraverso cui il fiume Hudson si getta nell'Oceano Atlantico. È stato per lungo tempo considerato la via di accesso marittima alla città di New York e storicamente la più importante entrata al sistema portuale di New York e del New Jersey. 

## Caratteristiche
The Narrows si è molto probabilmente formato dopo la deposizione della Harbor Hill Moraine, una morena terminale formatasi circa 18.000 anni fa prima della fine dell'ultima era glaciale. In precedenza Staten Island e Brooklyn erano collegate tra loro e il fiume Hudson sfociava nell'oceano attraverso l'attuale corso del Raritan River, con un percorso più a ovest che attraversava la parte settentrionale dell'attuale  New Jersey, costeggiando il bordo orientale delle Watchung Mountains fino a Bound Brook e andando a sboccare nell'Oceano Atlantico nella Raritan Bay. L'accumulo di acqua nella baia superiore permise al fiume di aprirsi una nuova via formando tra 13.000 e 12.000 anni fa lo stretto The Narrows nella conformazione tuttora esistente.
Il primo europeo a passare storicamente The Narrows nel 1524 fu Giovanni da Verrazzano, che gettò le ancore nello stretto e fu accolto da un gruppo di nativi americani Lenape che gli andarono incontro nell'acqua bassa per salutarlo.
Nell'agosto 1776, le forze armate inglesi sotto il comando di  William Howe attraversarono The Narrows e sbarcarono a Brooklyn, dove sconfissero le truppe di George Washington nella battaglia di Long Island. 
Nel 1964 le due sponde dello stretto furono collegate dal ponte di Verrazzano, a quel tempo il ponte sospeso più lungo del mondo e tuttora quello con la maggior lunghezza della campata principale negli Stati Uniti.